# 長髄彦
長髄彦（ながすねひこ）は、日本神話に登場する伝承上の人物。神武天皇に抵抗した大和の指導者の一人。神武天皇との戦い（神武東征）に敗れた。

## 概要
『日本書紀』では長髄彦であるが、『古事記』では那賀須泥毘古、また登美能那賀須泥毘古（とみのながすねびこ）、登美毘古（とみびこ）とも表記される。神武東征の場面で、大和地方で東征に抵抗した豪族の長として描かれている人物。
『古事記』では特に討伐の場面もなく主君の邇芸速日命（にぎはやひのみこと）が神武天皇に服属したとするが、『日本書紀』では自己の正統性を主張するため互いに神璽を示し合ったが、それでも長髄彦が戦い続けたため饒速日命（邇芸速日命）の手によって殺されたとされる。
『先代旧事本紀』では神武天皇が紀伊半島を迂回し長髄彦と再び対峙した頃には、既に饒速日命は亡くなっており、宇摩志麻遅命（うましまぢのみこと）が天孫（神武天皇）への帰順を諭しても聞かなかったため殺したとする。
なお、長髄とは『日本書紀』では邑の名であるとされている。

## 神話での内容
長髄彦は自らの妹・登美夜毘売（とみやびめ、あるいは三炊屋媛（みかしきやひめ）ともいう）を饒速日命（にぎはやひのみこと）の妻とし、饒速日命に仕えるようになる。饒速日命は天の磐舟で河内国の河上の哮ヶ峯（たけるがみね）に降臨し、その後大和国の鳥見の白庭山に移ってきていた人物であった。
神武天皇が浪速国青雲の白肩津に到着したのち、孔舎衛坂（くさえのさか）で迎え撃ち、このときの戦いで天皇の兄の彦五瀬命は矢に当たって負傷し、後に死亡している。
その後、八十梟帥や兄磯城を討った皇軍と再び戦うことになる。このとき、金色の鳶が飛んできて、神武天皇の弓弭に止まり、長髄彦の軍は眼が眩み、戦うことができなくなった。『日本書紀』神武紀には、この時の様子を次のように記している。
ここに長髄の名前が地名に由来すると記されているが、その一方で鳥見という地名が神武天皇の鳶に由来すると記されている。さてその後、長髄彦は神武天皇に「昔、天つ神の子が天磐船に乗って降臨した。名を櫛玉饒速日命という。私の妹の三炊屋媛を娶わせて、可美真手という子も生まれた。ゆえに私は饒速日命を君として仕えている。天つ神の子がどうして二人いようか。どうして天つ神の子であると称して人の土地を奪おうとしているのか」とその疑いを述べ、主君が天つ神の子である証拠として、天の羽羽矢と步靫（かちゆき）を見せた。天皇が同じ物を見せると長髄彦は恐れ畏まったが、既に神武天皇の兄彦五瀬命を殺していたことから帰順しても許されないと思ったのか改心することはなかった。そのため、間を取り持つことが無理だと知り、又神と人との違いもわからないと判断され、ニニギの兄弟の饒速日命に殺された。

## 中世の伝説
『曽我物語』等では安日彦（あびひこ）という兄弟がいるとされる。また中世の武将の安藤氏（後の子爵秋田家）が長髄彦の子孫であると自称した。

## 一説
旧添下郡鳥見郷（現生駒市北部・奈良市富雄地方）付近に勢力を持った豪族という説がある。生駒市白庭台の住宅地に長髄彦の本拠地があった場所とされる碑が建っている。
『古事記』、『日本書紀』、『先代旧事本紀』のいずれにも父祖の記載はなく、系譜は不明である。
添御県坐神社(奈良市三碓3丁目)八木尚宏宮司が平成21年に同神社宮司着任時に氏子総代会長より地元の伝承として、下記の事を伝えられた(伊弉諾神社（生駒市上町）が上鳥見の、登彌神社（奈良市石木町）が下鳥見の、同社が中鳥見の、鎮守といわれている)。
- 神社の本当の祭神は、長髄彦である。地域の支配者長髄彦は侵略者イワレビコ(神武天皇即位前)に敗れて自決し、地元民が御霊を祀る祠をつくり、これが神社のはじまりである。

- 明治維新を迎え、氏子が逆賊が祭神であることをはばかり学者に相談し、その助言により武乳速之命(別名、天児屋命。春日神4柱の1柱)を祭神とすることにした。

『石切劔箭神社』の社史によれば、天照大神から大和建国の神勅を拝し『十種の瑞宝』を授かった饒速日尊が船団を組み、自らも『布都御魂劔』と日の御子の証である『天羽々矢』を携え天磐船に乗り込み、物部八十の大船団を率いて高天原を出航した。途中、豊前国の宇佐に寄港すると船団を二つに分け、息子の天香具山命に『布都御魂劔』を授け船団の一方を預けた。宇佐から瀬戸内海を渡ると饒速日尊は河内・大和に、一方の天香具山命は紀伊に向かった。天磐船が鳥見の里を見渡す哮ヶ峯（たけるがみね『生駒山』）に着くと、饒速日尊は辺りを見渡し「虚空(そら)にみつ日本(やまと)国）」【訳「 空から見た日本の国」または「空に光り輝く日本の国」】と賛じた。これが日本の国号の始まりとなった。当時の河内と大和の一帯は鳥見の里と呼ばれ、穏やかな自然と海や山の幸に恵まれた豊な土地であった。この地方を治めていた豪族、鳥見一族は、稲作や製鉄の技術がないものの、狩や漁がうまく、生活用具や住居づくりに優れ、長身の恵まれた体格は戦闘に秀で「長髄の者」と恐れられていた。その頃の鳥見一族の長、長髄彦は饒速日尊の徳の高さに打たれ、尊のもたらした稲作や織物、製鉄の道具・武具に文化の差をみると、争う事の無益さを悟り、一族こぞって饒速日尊に従った。この時二人の間を取り持ったのが長髄彦の妹、登美夜毘売（三炊屋媛）で後に尊との間に宇摩志麻遅命（うましまぢのみこと）をもうけた。
こうして鳥見の里を治めるようになった饒速日尊は、水が豊かで稲作に適したこの土地に水田を拓き、大きな実りをもらすようになった。これが近畿地方の稲作文化の初めとなった。一方、鳥見の里が繁栄をきわめていた頃、磐余彦（後の神武天皇）が日向の高千穂から東へ進行を続け（神武東征）、やがて河内に上陸し孔舎衙坂で長髄彦と対峙した。戦いに敗れた磐余彦は紀伊方面に退却、紀伊半島を迂回し再び長髄彦と対峙する。この頃、既に饒速日尊は亡くなり、代わって鳥見の長となっていたのは宇摩志麻遅命だった。宇摩志麻遅命は「天羽々矢」と歩靭（かちゆき）を、日の御子である証として磐余彦に差し出した。すると磐余彦からも同じものが示され天孫であることが明らかになった。宇摩志麻遅命は長髄彦に磐余彦への帰順をさとし自らも一族を率いて磐余彦に忠誠を誓い、広大な稲作地や所領のすべてと天照大神から授かった『十種の瑞宝』を磐余彦に捧げた。こうして大和の統一が成し遂げられ磐余彦は始馭天下之天皇（神武天皇）に即位した。

## 脚註
1. 1 2  百田尚樹『百田尚樹の日本国憲法』祥伝社、2020年12月。
2. ↑  神旅 (2024-02-23), 『長髄彦』宮司が語る衝撃の事実 2024年11月24日閲覧。
3. ↑  “添御縣坐神社本殿 | 奈良県歴史文化資源データベース | 奈良県歴史文化資源データベース「いかす・なら」”. www.pref.nara.jp. 2024年12月6日閲覧。